# Long May You Run
Long May You Run je jediné studiové album skupiny The Stills-Young Band, tedy Stephena Stillse a Neila Younga. Nahráno bylo od února do června 1976 ve studiu Criteria Studios v Miami na Floridě a vyšlo v září toho roku u vydavatelství Reprise Records. Dvojice spolu již dříve působila ve skupinách Buffalo Springfield a Crosby, Stills, Nash & Young.

## Seznam skladeb
| Pořadí | Název               | Autor          | Délka |
| ------ | ------------------- | -------------- | ----- |
| 1.     | Long May You Run    | Neil Young     | 3:53  |
| 2.     | Make Love to You    | Stephen Stills | 5:10  |
| 3.     | Midnight on the Bay | Young          | 3:59  |
| 4.     | Black Coral         | Stills         | 4:41  |
| 5.     | Ocean Girl          | Young          | 3:19  |
| 6.     | Let It Shine        | Young          | 4:43  |
| 7.     | 12/8 Blues          | Stills         | 3:41  |
| 8.     | Fontainebleau       | Young          | 3:58  |
| 9.     | Guardian Angel      | Stills         | 5:40  |

## Obsazení
- Neil Young – zpěv, kytara, klavír, harmonika, syntezátor
- Stephen Stills – zpěv, kytara, klavír
- Jerry Aiello – varhany, klavír
- George Perry – baskytara, doprovodné vokály
- Joe Vitale – bicí, flétna, doprovodné vokály
- Joe Lala – perkuse, doprovodné vokály